# Wilhelm Adolph Haußner

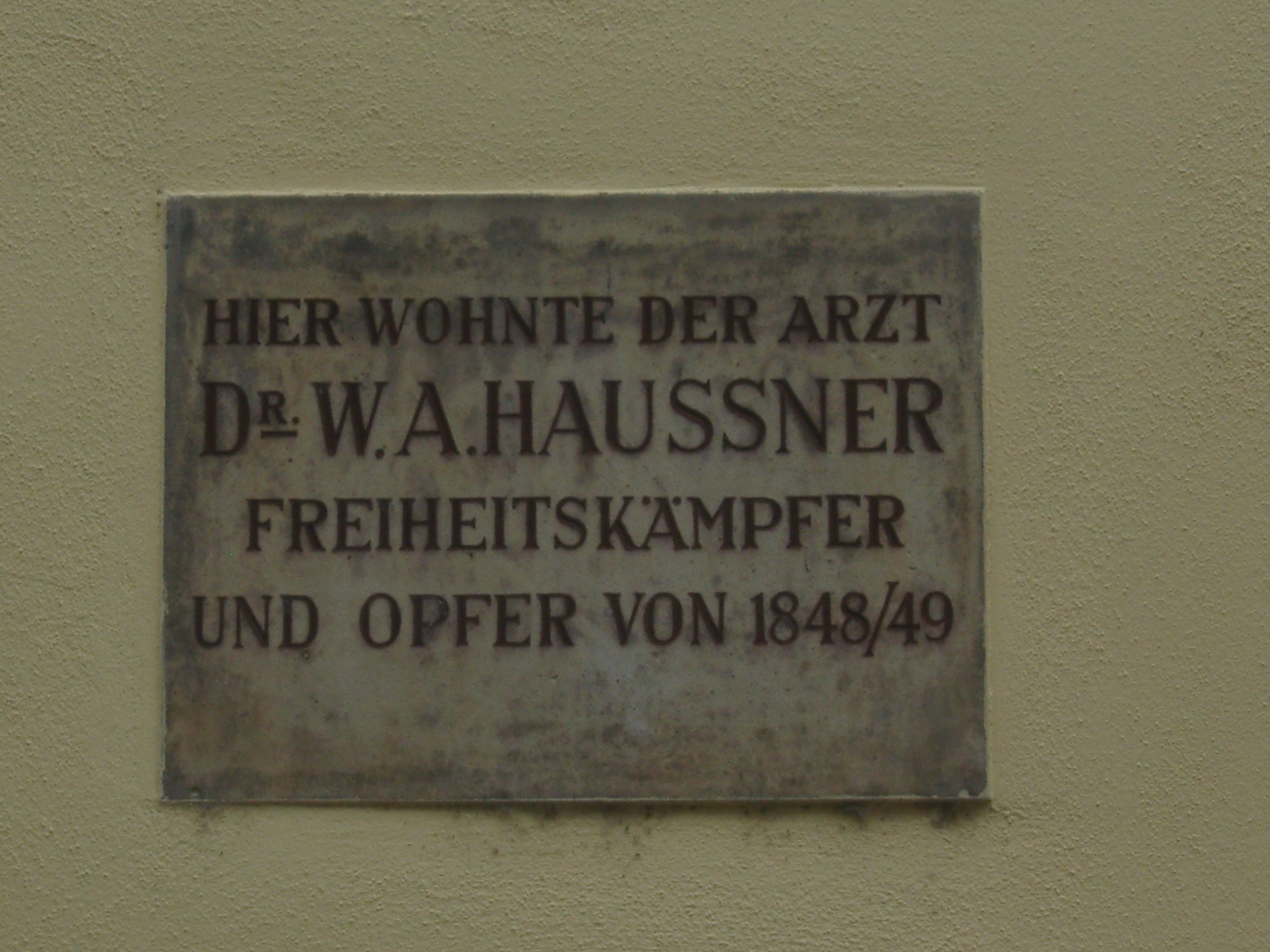
Gedenktafel in Pirna

Wilhelm Adolph Haußner (* 7. April 1819 in Plauen; † 9. Mai 1849 in Dresden) war Arzt und Stadtverordneter in Pirna, Revolutionär von 1848/49 und Aufständischer beim Dresdner Maiaufstand 1849.

## Leben
Haußner stammte aus Plauen und war der Sohn des dortigen Stadtrichters. Sein Vater war während der Revolution 1848/49 einer der namhaften Demokraten Sachsens. Wilhelm Adolph Haußner studierte nach Abschluss des Gymnasiums ab 1839 Medizin an der Universität Leipzig. Wegen burschenschaftlicher Betätigung wurde er dort gemaßregelt. 1843 promovierte er zum Dr. med. Im Juni 1844 erhielt er eine Anstellung in Dohna und ließ sich Anfang 1845 in Pirna als Arzt nieder. Bis zu seinem Tod 1849 betätigte er sich politisch in der Stadt, in Vereinen und für die Revolution 1848/49.

### Haußner als Zeitungsherausgeber
Haußner gab seit dem 5. Mai 1848 beim Buchdrucker Keller die fortschrittliche Zeitung „Die fliegende Fähre – ein Verbindungsblatt für die Bewohner der Oberelbe…“ als Wochenblatt unter dem Motto „Wahrheit gegen Freund und Feind“ heraus. Damit verschaffte sich Haußner ein Publikationsorgan von kämpferischem Geist mit beträchtlichem Einfluss im gesamten Gebiet der Amtshauptmannschaft Pirna. Die Zeitung erschien zunächst wöchentlich einmal, dann zweimal und wurde zu einem der angesehensten politischen Blätter Sachsens. Der Leserkreis erweiterte sich weit über Pirnas Grenzen hinaus.

### Haußner als Vereinsgründer
1846 war er maßgeblich an der Gründung des Turnvereines beteiligt. Als Vertreter der entschiedenen Demokraten setzte er sich für die Schaffung eines Vaterlandsvereines ein. Während der ersten Revolutionswochen 1848 scheiterte seine Absicht, einen Vaterlandsverein in Pirna zu gründen, einen jener radikal-demokratischen Vereine in Sachsen, die der Buchhändler Robert Blum in Leipzig initiierte. Die vorherrschende gemäßigte Richtung in Pirna bildete jedoch am 16. April 1848 einen Deutschen Verein. 
In ihm konnte Haußner jedoch immer stärker seine demokratischen Ansichten zur Geltung bringen. Dies äußerte sich in seiner Wahl zum Delegierten der Hauptversammlung der Deutschen Vereine in Leipzig. Das hinderte ihn aber auch nicht, an der Tagung der Vaterlandsvereine in Dresden teilzunehmen. Im November 1848 erreichten die politischen Auseinandersetzungen im Deutschen Verein ihren Höhepunkt. Haußner setzte sich mit seinen Gesinnungsgenossen durch und wurde Vorsitzender.
Haußner gründete außerdem einen Handwerksgehilfenverein, der später die Bezeichnung Arbeiterverein annahm.

### Gründung des Arbeitervereins
Am Montag, dem 6. Juni 1848 fand im Saal des Hotels „Schwarzer Adler“ eine Versammlung des „bereits gebildeten hiesigen Handwerksgehilfenvereins“ statt, als dessen Zweck „zeitgemäße Fortbildung“ angegeben wurde und dessen Obmann Haußner war. Eine Versammlung des „hiesigen Lehrlingsvereins“ wurde am 29. Juni 1848 aufgelöst, „weil alle Mitglieder dispositionsunfähig“ waren, also noch nicht volljährig und damit auch nicht im Besitze politischer Rechte. Am 18. Juli 1848 erfuhr der Stadtrat durch Schreiben die Zusammensetzung des Vorstandes des Handwerksgehilfenvereins: Obmann: Haußner; Mitglieder: der Lackierergehilfe Schumacher, die Schneidergesellen Pilling, Hauschild und Auener, der Tischlergeselle Wille, der Töpfergeselle Grohmann, der Schuhmachergeselle Döring. 
Ab August 1848 trat die Bezeichnung „Arbeiterverein“ auf. Damit einher ging auch eine Veränderung des Vorstandes, in dem neben Haußner nun genannt wurden: der Lithograph Ernst Julius Kubach, der Handarbeiter Samuel Gottlieb Döring, der Maurergeselle Carl Kießling und der Tabakspinner Eduard Pankow.
Als Zweck der Gründung des Arbeitervereins gab Haußner im Oktober 1848 in einem Bericht an den Hauptausschuss der sächsischen Arbeitervereine in Leipzig an, der Verein sei ins Leben gerufen worden „aus einem stark gefühlten allgemeinem Bedürfnisse zu einer Vereinigung, einem engeren Aneinanderschließen der Arbeiter behufs der eigenen Forschung nach den Haupt- und Grundursachen ihres dermaligen gedrückten Verhältnisses, Beantwortung der diesfalls aufgestellten Arbeiterfragen, Darlegung ihrer Wünsche hierbei, endlich der Selbsthilfe und zwar der erlaubten Selbsthilfe nach Anleitung der niedergesetzten Arbeiter-Commission zu gebenden Vorschläge…“ Erklärtes Ziel war die „zeitgemäße Fortbildung“. Wie aus der Tätigkeit des Vereins aber hervorgeht, schloss sie die aktive Teilnahme am politischen Leben ganz selbstverständlich ein.
Der Arbeiterverein war von vornherein bürgerlichen Angriffen ausgesetzt, wogegen Haußner sich stets verwahrte. So wandte er sich gegen „Anklagen, welche jene Vereine (Arbeitervereine) als wühlerische und aufrührerische zu verdächtigen suchen“. 
Haußner als der geistige Anreger des Vereins war eher radikaler Demokrat als früher Sozialist. Er stand auf der Seite der sozial am meisten Benachteiligten. 

### Maiaufstand in Dresden
Im Mai 1849 unterstützte Haußner die Aufständischen in Dresden. Im Namen des Ausschusses des Deutschen Vereins zu Pirna veröffentlichte Haußner am 30. April 1849 einen Aufruf „Mitbürger von Stadt und Land…“. Er erschien als Maueranschlag in Pirna und angeblich auch in Dresden. In ihm forderte Haußner zum Kampf gegen den Vormarsch der Konterrevolution auf, die in Sachsen den Landtag am 28. April 1849 aufgelöst hatte. „Männer des Volks!“, heißt es dort, „Lasset unter Euren Augen den bereits bebrüteten Basiliskeneiern die Brut nicht entschlüpfen, sondern vernichtet sie, ehe noch die werdenden Ungethüme Kraft erlangen, Euch und Eure Freiheit zu verschlingen!“
Haußners Aufruf fand aber nur bei seinem, meist unter den Besitzlosen (den Proletariern) zu findenden Anhang Anklang. Die Mehrzahl der Bürgerschaft missbilligte ihn entschieden, wie es in einer zeitgenössischen Chronik heißt. Am 1. Mai wurde der Maueranschlag beschlagnahmt und von der Staatsanwaltschaft gegen Haußner und den Deutschen Verein Voruntersuchungen wegen Hochverrats eingeleitet.
Als einer der ersten eilte Haußner nach Ausbruch der Kämpfe (3. Mai) in den Morgenstunden des 4. Mai nach Dresden. Während der Kämpfe wurde er verwundet, gefangen genommen, mit anderen Gefangenen am 9. Mai 1849 über die Dresdner Augustusbrücke abtransportiert, über das Geländer gestoßen und von preußischen Soldaten ermordet.
Das Hochverratsverfahrens wurde erst am 27. November 1849 eröffnet, und zwar gegen die überlebenden Ausschussmitglieder des Deutschen Vereins. Sie erhielten Freispruch, nachdem sie geschworen hatten, den Aufruf nicht gekannt und auch nicht unterzeichnet zu haben. Haußner hätte völlig allein gehandelt. Sie wälzten alle Schuld auf ihn. 

## Gedenken

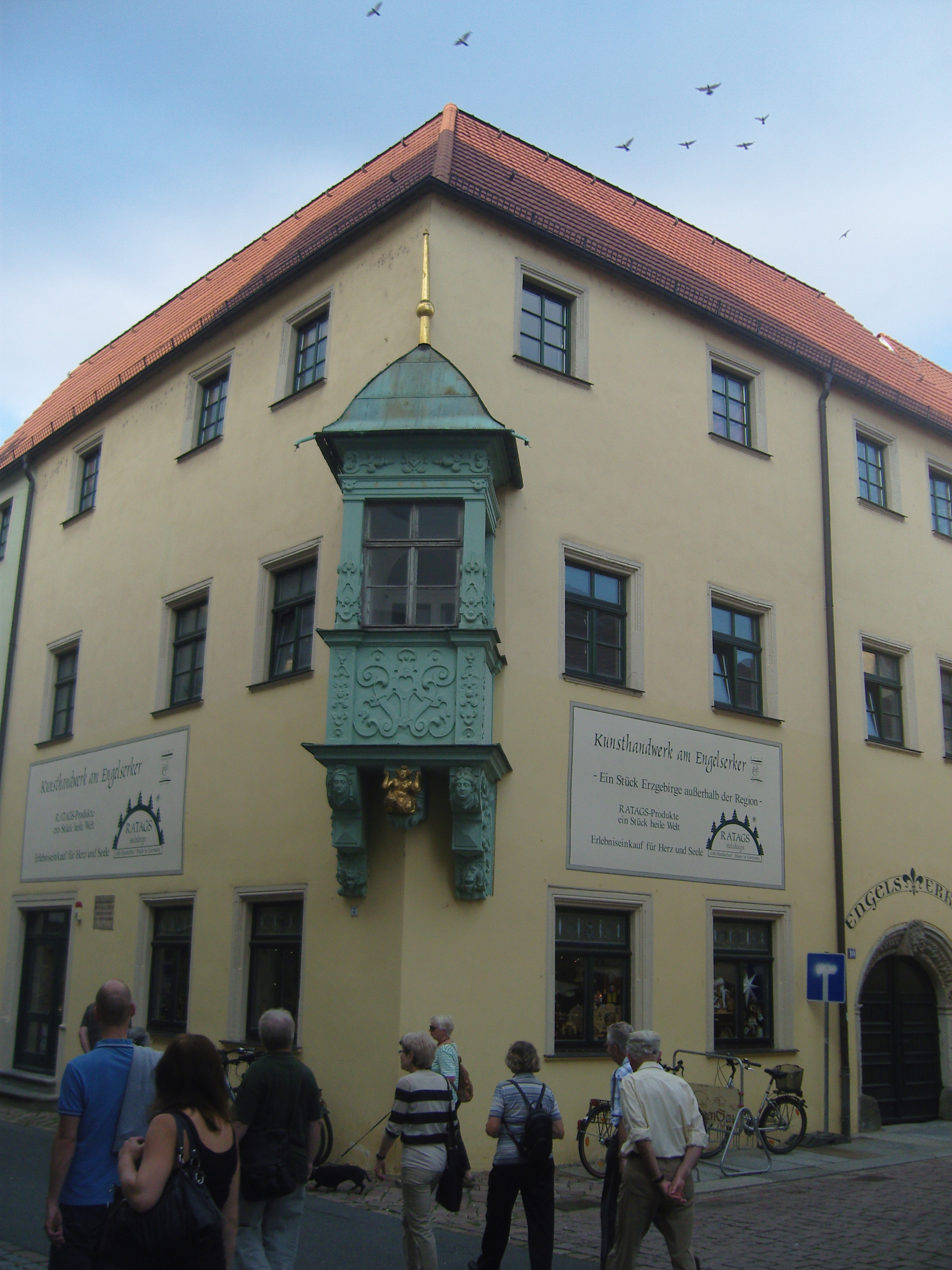
Wohnhaus in Pirna

In Pirna trug eine Schule und trägt eine Straße beim Friedhof seinen Namen. Eine Gedenktafel befindet sich an seinem ehemaligen Wohnhaus in der Dohnaischen Straße, Ecke Barbiergasse.